# Subvenciones en España
En España, las subvenciones están reguladas en la Ley 38/2003, de 17 de noviembre y en su Reglamento de desarrollo aprobado por Real Decreto 887/2006, de 21 de julio. 

## La Ley General de Subvenciones
El artículo 2 de la Ley 38/2003, de 17 de noviembre, General de Subvenciones tiene por objeto delimitar el concepto de subvención a efectos de la citada Ley, realizando dicha delimitación en un doble sentido. Así, el apartado primero del citado artículo recoge una delimitación de carácter positivo, al establecer los requisitos que han de concurrir para que una aportación dineraria realizada por una administración pública o, excepcionalmente, una entrega de bienes, derechos o servicios adquiridos por una administración exclusivamente para entregarlo al tercero sea considerada una subvención.

### Delimitación positiva de la subvención
La primera nota definitoria del concepto de subvención es que se produzca una atribución patrimonial. La subvención es un acto jurídico de disposición de fondos públicos a título gratuito.
Habitualmente consiste en una aportación dineraria, pero puede consistir en la entrega de bienes, servicios y derechos, siempre que la adquisición de éstos se realice con la finalidad exclusiva de entregarlos a un tercero. Las restantes entregas a título gratuito de bienes y derechos se rigen por la legislación patrimonial (Disposición adicional quinta de la LGS).
El segundo elemento definitorio de una subvención es que la aportación se realice sin contraprestación directa de los beneficiarios, sin perjuicio de que las cantidades otorgadas en concepto de subvención estén vinculadas al cumplimiento de un fin y de las obligaciones instituidas que han sido libremente aceptadas por el beneficiario. 
Si bien el concepto de subvención se acerca al de donación, la subvención no responde a una causa donanti, entendida como ánimo de liberalidad, sino a la finalidad de intervenir en la actuación del beneficiario imponiéndole una carga aceptada por él. Y la ausencia de contraprestación directa la diferencia claramente de un contrato.
La tercera nota característica se identifica con la afectación a un fin. La entrega debe estar sujeta al cumplimiento de un determinado objetivo, la ejecución de un proyecto, la realización de una actividad, la adopción de un comportamiento singular, ya realizados o por desarrollar, o la concurrencia de una situación, debiendo el beneficiario cumplir las obligaciones materiales y formales que se hubieran establecido en el marco legal propio para el otorgamiento de la subvención. 
La última nota definitoria de la subvención es que el proyecto, la acción, conducta o situación financiada tenga por objeto el fomento de una actividad de utilidad pública o interés social o de promoción de una finalidad pública. En este sentido, no hay que olvidar que el concepto de subvención se ciñe exclusivamente a las otorgadas por las Administraciones Públicas y financiadas con cargo a sus presupuestos, por lo que la consecución del fin exige el ejercicio de potestades administrativas.
En resumen, implica la ejecución de un gasto público, sin contraprestación directa por parte del beneficiario, distintos de un contrato o donación, y condicionada al cumplimiento de un objetivo o actividad de interés público.

### Delimitación negativa de la subvención
Por su parte, los apartados segundo, tercero y cuarto del artículo 2 de la Ley General de Subvenciones recogen una delimitación del concepto de subvención que podemos considerar de carácter "negativo", en el sentido de que enumeran aquellos supuestos que no van a tener la consideración de subvención y a los que, por tanto, no les será de aplicación la Ley General de Subvenciones.
Así, no están incluidas en el concepto de subvención las aportaciones dinerarias entre diferentes Administraciones públicas, para financiar globalmente la actividad de la Administración a la que vayan destinadas (transferencias), y las que se realicen entre los distintos agentes de una Administración cuyos presupuestos se integren en los Presupuestos Generales de la Administración a la que pertenezcan, tanto si se destinan a financiar globalmente su actividad como a la realización de actuaciones concretas a desarrollar en el marco de las funciones que tenga atribuidas, siempre que no resulten de una convocatoria pública. La fundamentación de esta exclusión se encuentra en que la financiación de estas aportaciones está condicionada exclusivamente por la aprobación de los Presupuestos Generales de la Administración.
Quedan, asimismo, excluidas de la Ley General de Subvenciones siguientes aportaciones dinerarias sin contraprestación: 
- Las prestaciones contributivas y no contributivas del Sistema de la Seguridad Social, las prestaciones derivadas del sistema de clases pasivas del Estado y en la medida en que resulten asimilables al régimen de prestaciones no contributivas del Sistema de Seguridad Social, las prestaciones asistenciales y los subsidios económicos a favor de españoles no residentes en España, así como las prestaciones a favor de las personas con discapacidad. El Preámbulo de la Ley General de Subvenciones justifica la no inclusión de estas prestaciones dentro del ámbito objetivo de aplicación en que “tienen un fundamento constitucional propio y una legislación específica, no homologable con la normativa reguladora de las subvenciones”.
- Las pensiones asistenciales por ancianidad a favor de los españoles no residentes en España, en los términos establecidos en su normativa reguladora. Su exclusión se justifica por su naturaleza análoga a las pensiones no contributivas del Sistema de la Seguridad Social.
- Las prestaciones a favor de los afectados por el síndrome tóxico o por el virus de inmunodeficiencia humana y las ayudas sociales a las personas con hemofilia u otras coagulopatías congénitas que hayan desarrollado la hepatitis C reguladas en la Ley 14/2002, de 5 de junio. Dichas prestaciones y ayudas responden a mecanismos de protección que el Estado ha establecido al objeto de prestar apoyo especial a los afectados, mediante prestaciones económicas, farmacéuticas, sanitarias y sociales unido a medidas de impulso de la investigación científica de estas patologías.
- Las pensiones de guerra y otras prestaciones por razón de actos terroristas.
- Las prestaciones reconocidas por el Fondo de Garantía Salarial. El Fondo de Garantía Salarial (FOGASA) abona a los trabajadores el importe de los salarios pendientes de pago a causa de insolvencia o concurso del empresario, las indemnizaciones reconocidas como consecuencia de sentencia, auto, acto de conciliación judicial o resolución administrativa a favor de los trabajadores a causa de despido o extinción de los contratos, así como las indemnizaciones por extinción de contratos temporales o de duración determinada en los casos que legalmente procedan. El Fondo de Garantía Salarial se financia con las aportaciones efectuadas por todos los empresarios, tanto si son públicos como privados, mediante la cotización al Fondo de Garantía Salarial, aplicando un tipo a los salarios que sirvan de base para el cálculo de la cotización para atender las contingencias derivadas de accidentes de trabajo, enfermedad profesional y desempleo en el sistema de la Seguridad Social. Por tanto, atendiendo a su fuente de financiación, estas prestaciones no tienen cabida en el concepto de subvención.
- Los beneficios fiscales y beneficios en la cotización a la Seguridad Social. No representan gastos públicos, sino una minoración de la recaudación de las Haciendas Públicas y la Seguridad Social. Además, estos instrumentos tienen su propio régimen jurídico[1][2]  que resulta más restrictivo en cuanto a su establecimiento que el de subvenciones.
- El crédito oficial, salvo en los supuestos en que la Administración pública subvencione al prestatario la totalidad o parte de los intereses u otras contraprestaciones de la operación de crédito. Su exclusión de la Ley General de Subvenciones responde a que no son disposiciones dinerarias a fondo perdido, ya que se conceden con vocación de devolución y van a acompañados de una contraprestación en forma de intereses.

El Tribunal de Justicia de la Unión Europea sostiene que cualquier medida mediante la cual las autoridades públicas conceden a una(s) empresa(s) una exención o ventaja tributaria o un beneficio en materia de cotización a la Seguridad Social que, aunque no implique una transferencia de fondos estatales, coloque a los beneficiarios en una situación financiera más favorable a que a los restantes contribuyente, constituye Ayuda de Estado. Por tanto, aun cuando los  beneficios fiscales o a la cotización de la Seguridad Social no son subvenciones, caen dentro de la esfera de las "ayudas públicas" que pueden ser consideradas Ayudas de Estado, y por lo tanto son registradas de la Base de Datos Nacional de Subvenciones, y en su casos publicitadas a través del Sistema Nacional de Publicidad de Subvenciones (SNPS).

## Entregas dinerarias sin contraprestación
La Ley General de Subvenciones utiliza el término “entrega dineraria sin contraprestación” para referirse a las aportaciones dinerarias de fondos públicos sin contraprestación directa del beneficiario efectuadas por los organismos y entidades públicos vinculados o dependientes de la Administración General del Estado con la finalidad de promover una actuación que redunda en beneficio de un determinado objetivo de utilidad pública o interés social.
En estas entregas dinerarias sin contraprestación concurren las notas definitorias de la subvención, por ello resulta preciso su sujeción a un régimen jurídico unitario basado en el sometimiento a los preceptos de la Ley General de Subvenciones.
Por ello, artículo 3 de la Ley General de Subvenciones establece, al regular su ámbito de aplicación subjetivo, que las entregas dinerarias sin contraprestación que realizan los organismos y demás entidades de derecho público con personalidad jurídica propia, vinculadas o dependientes de cualquiera de las Administraciones públicas, que se rijan por derecho privado, estarán sujetas únicamente  a los principios de gestión contenidos en esta Ley y los de información a la Base de Datos Nacional de Subvenciones son de aplicación (artículos 8.3 y 20 de la Ley).
Sin embargo, las entregas dinerarias sin contraprestación otorgadas por entidades públicas que se rigen por el Derecho privado, en el ejercicio de sus potestades administrativas, quedan necesariamente sometidas al Derecho Público, estando la actuación subvencional sometida a los preceptos (y no sólo a los principios) de la Ley General de Subvenciones.
Por tanto, los organismos y las entidades de derecho público con personalidad jurídica propia, vinculadas o dependientes de cualquiera de las Administraciones públicas quedan sometidos al régimen jurídico íntegro de la Ley General de Subvenciones en los casos en que actúe como mero órgano gestor de subvenciones cuyas bases hayan sido establecidas o autorizadas por la Administración Pública de la que despenden o a la que estén vinculada en ejecución de programas o planes subvencionales aprobados dicha Administración.
En esta línea, el artículo 5.2 de la Ley General de Subvenciones señala que las subvenciones otorgadas por consorcios, mancomunidades u otras personificaciones públicas creadas por varias Administraciones públicas u organismos o entes dependientes de ellas, se regulan de acuerdo con lo establecido en el instrumento jurídico de creación, que debe ajustarse a las disposiciones contenidas en esta ley.
La aplicación se extiende igualmente a las fundaciones del sector público, de conformidad con la Disposición adicional decimosexta, que únicamente podrán conceder subvenciones cuando así se autorice de forma expresa mediante acuerdo del Ministerio de adscripción u órgano equivalente de la Administración a la que la fundación esté adscrita.
En conclusión, un entrega dineraria sin contraprestación es ontológicamente una subvención, pero se diferencia de estas en el sujeto o personificación pública que las otorga.

## Premios
Los premios están incluidos en el ámbito de aplicación de la Ley General de Subvenciones, salvo aquellos que se otorgan sin previa solicitud del beneficiario (e.g. los Premios Príncipe de Asturias).
Aun cuando la Ley exige el establecimiento de un régimen especial aplicable al otorgamiento de los premios educativos, culturales, científicos o de cualquier otra naturaleza, el desarrollo reglamentario del mismo no se ha llevado a cabo.

## Subvenciones a partidos políticos
La Ley Orgánica 3/2015, de 30 de marzo, de control de la actividad económico-financiera de los partidos políticos, modificó la disposición final segunda de la Ley Orgánica 8/2007, de 4 de julio, sobre financiación de los partidos políticos, estableciendo que la Ley 38/2003, de 17 de noviembre, General de Subvenciones tiene carácter supletorio. 
Por tanto, las subvenciones y ayudas concedidas a los partidos están sujetas supletoriamente a la Ley General de Subvenciones.